# Raku-Keramik

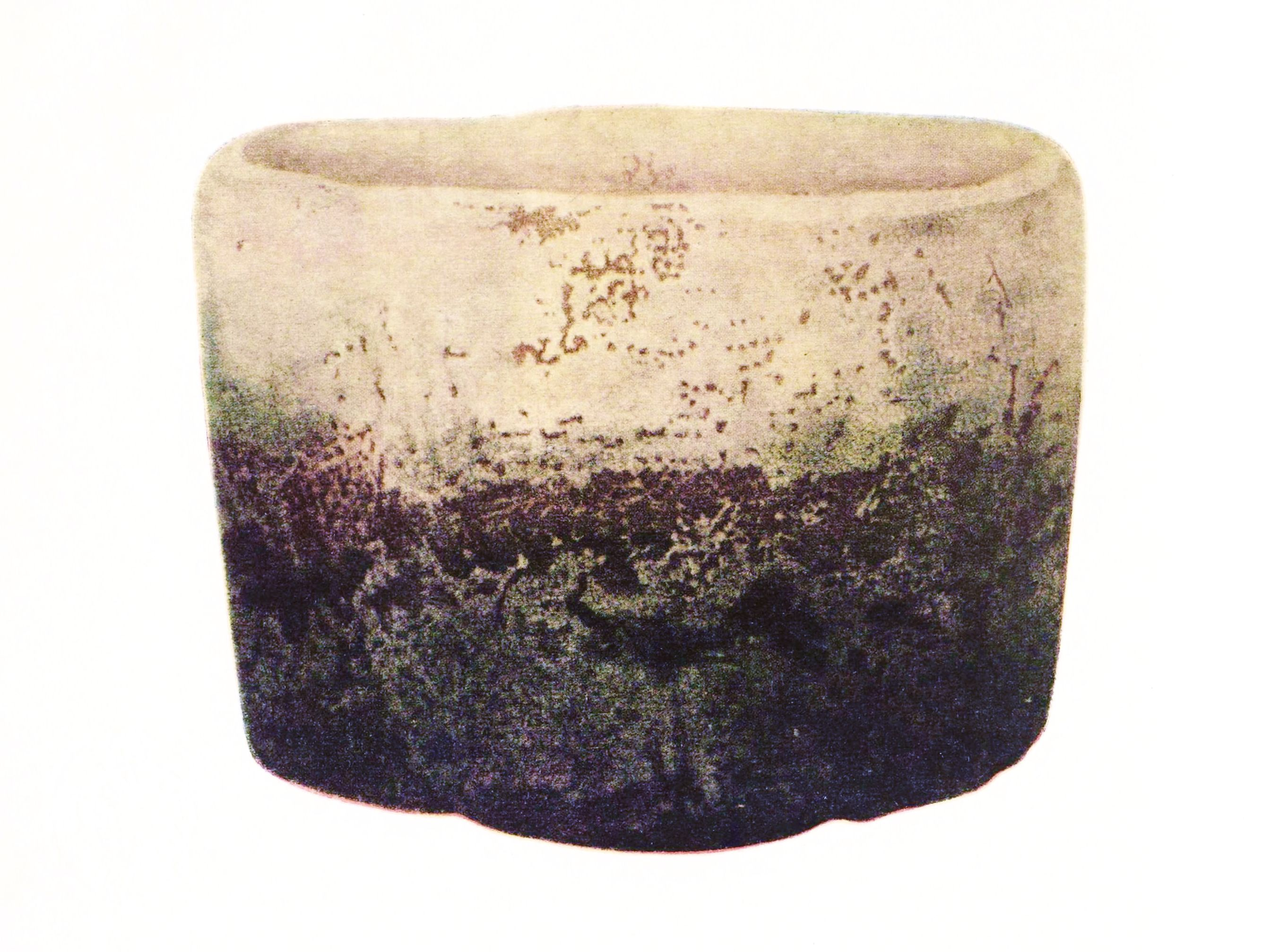
Weiße Raku-Keramik Teeschale namens Fuji-san von Honami Kōetsu, Edo-Periode, 17. Jahrhundert. Nationalschatz

Raku (jap. 楽焼, rakuyaki) ist eine spezielle Brenntechnik keramischer Massen, die in Japan entwickelt wurde. Zudem können mit Raku sowohl die verwendeten Grundstoffe und Glasuren zur Herstellung der Raku-Keramik als der gesamte Fertigungsprozess bezeichnet werden.

## Geschichte

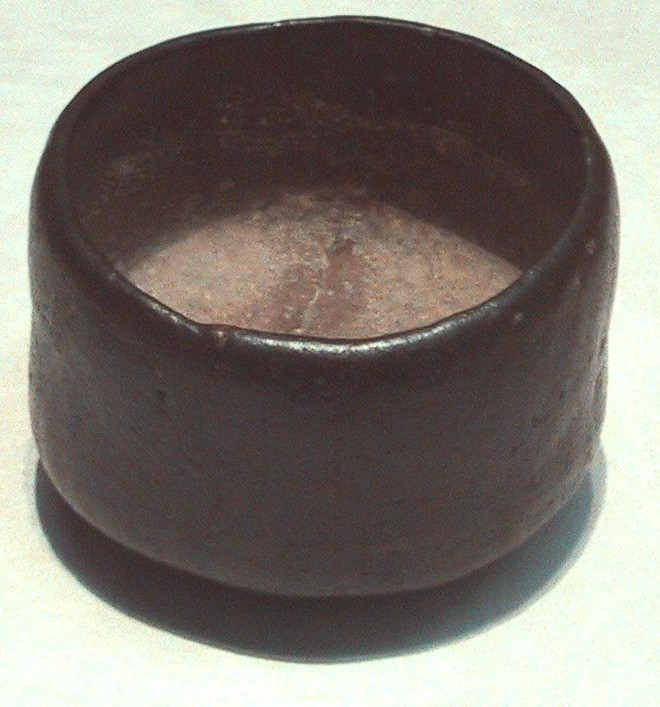
Schwarze Raku-Teeschale aus dem 16. Jahrhundert

Raku wurde während der Tenshō-Ära (1573–1592) in Kyōto von dem vermutlich nicht-japanischstämmigen Dachziegelmacher Chōjirō (1516–1592) unter der Leitung des Teezeremonie-Meisters Sen no Rikyū entwickelt. Chōjirōs Schüler Jōkei stellte später die Dachziegel für Toyotomi Hideyoshis Palast Jurakudai her und bekam als Auszeichnung ein Siegel mit dem Schriftzeichen 楽 (raku, dt. „Freude“) verliehen. Dies nahm er als Familiennamen an und begründete in der Folge die Töpferdynastie diesen Namens. In der westlichen Welt wurde die traditionelle Raku-Technik durch Paul Soldner und Bernard Leach
im 20. Jahrhundert abgewandelt und zu einem eigenen Stil („westliches Raku“) entwickelt.

## Technik

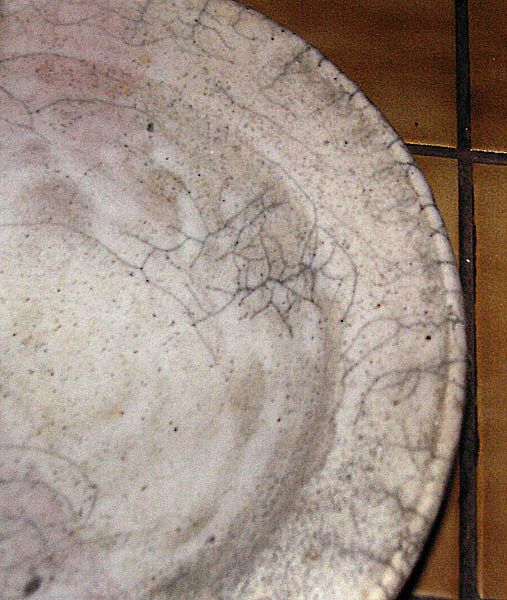
Teller, typisches Krakelee

Das glasierte oder unglasierte, meist nach asiatischem Vorbild bei ca. 700 °C vorgebrannte (geschrühte) Gefäß wird – anders als im herkömmlichen Verfahren, Keramik zu brennen (= langsames Hochheizen und Abkühlen im geschlossenen Ofen) – in den bereits hochgeheizten Ofen eingesetzt und glühend entnommen.  Beim „westlichen“ Raku werden die rotglühenden Gefäße und Skulpturen meist einzeln mit einer langen Zange bei Temperaturen um 1000 °C dem Ofen entnommen und in einem Behälter mit organischem Brennstoff (Sägemehl, Laub, Stroh, Heu etc.) eingebettet. Bei diesem sog. Reduzieren gibt es trotz guter Abdeckung der Gefäße eine starke Rauchentwicklung, daher wird Raku meist im Freien gebrannt.
Raku-Keramik ist oft relativ dickwandig, damit sie bei diesem Wechsel vom Ofen zum Behälter nicht zu viel Hitze verliert. Der entstehende Rauch (Kohlenstoff), der Sauerstoffentzug sowie die in den organischen Stoffen enthaltenen Mineralien wirken unterschiedlich auf den Tonscherben und die Glasurfarbe ein. Der Zugriff der Zange, aber manchmal verewigen sich auch Blatt- und Grasabdrücke in der noch weichen Glasur. Durch die stark reduzierende Atmosphäre wird der noch weichen Glasur Sauerstoff entzogen. Die chemische Zusammensetzung verändert sich teilweise, z. B. aus Kupferoxid (grün) wird Kupfer (rot), und die Glasurfarbe ändert sich. Kohlenstoff (schwarz) dringt durch Haarrisse (Krack, Craquelée) und lagert sich im Tonscherben ein. Der Brennverlauf lässt sich beim Raku nur bedingt steuern, sodass jedes Stück ein unnachahmliches Unikat ist.

## Raku-Masse

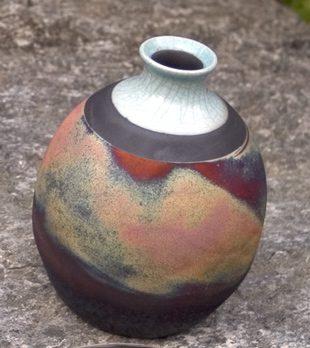
Westliche Raku-Vase

Da die Gefäße durch die Brennweise kräftige Temperaturschocks unbeschädigt überstehen müssen, ist die Raku-Masse oft eher grob und enthält einen hohen Anteil unplastischer Bestandteile, zum Beispiel Bims, Sand oder Schamotte. Viele Experimente und Versuche sind notwendig, geeignete schockresistente, dabei aber dennoch ausreichend plastische Tonmischungen zu erhalten. Zusätzlich wirken sich geringer Kalkgehalt und Zusätze von Talkum und Lithiumoxid positiv aus, was allerdings auch die Bildsamkeit beeinflussen kann.

## Raku-Glasuren
Raku-Glasuren schmelzen zwischen 800 °C und 1000 °C (Irdenware/Niedrigbrand). Die Glasuroberfläche reißt beim Abkühlen, wodurch das typische Krakelee entsteht. Färbende Oxide sind meist Eisenoxid und Kupferoxid wegen der starken Farbveränderung. Auch andere Oxide sowie Metallsalze werden verwendet.
|         | Klasse   | Unterklasse        | Gruppe  | Untergruppe                             |
| ------- | -------- | ------------------ | ------- | --------------------------------------- |
| Keramik | Irdengut | Sonstiges Irdengut | Tonware | - Tonware glasiert - Tonware unglasiert |